# François-Henri Pinault
François-Henri Pinault (28 de maig de 1962, Rennes, Bretanya, França) és un empresari francès, actual president d'un conglomerat de marques de luxe, i fill i hereu de François Pinault. És considerat un dels homes més rics del món, amb una fortuna familiar estimada el 18 d'agost de 2018 de 30.500 milions de dòlars.